# Slézovka

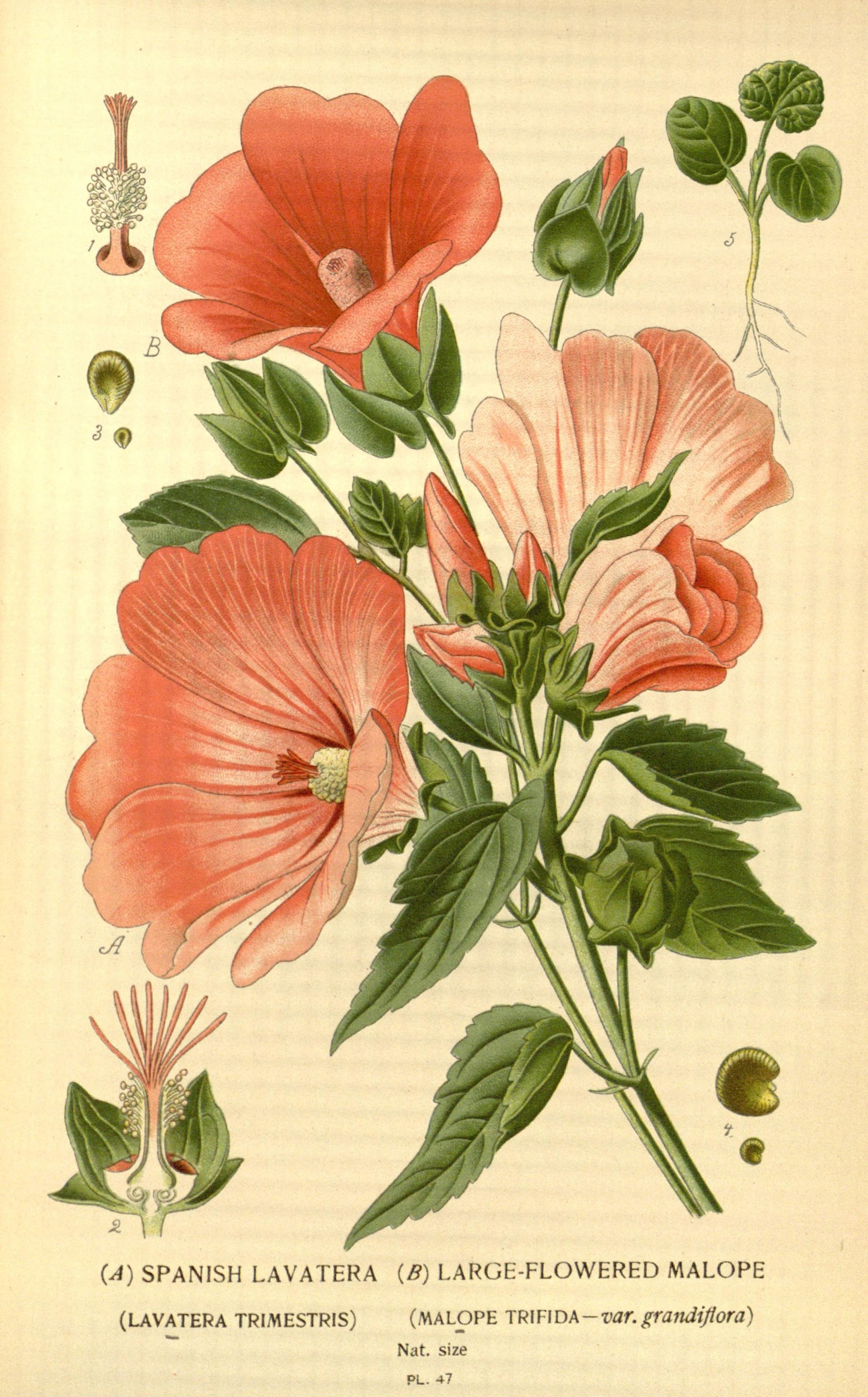
Ilustrace slézovky trojklané z roku 1896

Slézovka (Malope) je rod rostlin z čeledi slézovité. Jsou to jednoleté byliny s velkými, nápadnými květy a jednoduchými listy. Plody jsou rozpadavé na jednosemenné plůdky. Rod zahrnuje 4 druhy a je rozšířen v zemích okolo Středozemního moře. V jižní Evropě rostou 2 druhy, slézovka trojklaná a Malope malacoides. Slézovka trojklaná je pěstována jako atraktivně kvetoucí letnička.

## Popis
Slézovky jsou jednoleté byliny s jednoduchými, celistvými nebo dlanitě laločnatými, na okraji zubatými nebo vroubkovanými listy. Květy jsou velké a nápadné, červené, purpurové nebo bílé, dlouze stopkaté, vyrůstající jednotlivě z úžlabí listů. Kalich je členěný do 5 laloků. Kalíšek je velký, tvořený 3 srdčitými, trojúhelníkovitými nebo vejčitými listeny. Koruna je složena z 5 volných korunních lístků. Tyčinek je mnoho a jsou srostlé do sloupku na konci rozčleněného na množství tyčinek. Gyneceum je složeno z mnoha plodolistů, nepravidelně a ve více kruzích nahloučených okolo báze čnělky. V každém plodolistu je jediné vajíčko. Počet čnělkových ramen odpovídá počtu plodolistů. Plody jsou rozpadavé na jednosemenné, nepukavé plůdky.

## Rozšíření
Rod slézovka zahrnuje 4 druhy. Je rozšířen v zemích okolo Středozemního moře. V Evropě se vyskytují 2 původní druhy. Druh Malope malacoides je rozšířen v jižní Evropě od Španělska na východ po Turecko a v severní Africe, adventivně i na Kavkaze. Chybí na Balkáně. Slézovka trojklaná pochází ze severní Afriky (Maroko, Alžír) a za původní je považován i výskyt v jihozápadním Španělsku. Roste zplaněle i v dalších teplých částech Evropy. Druh Malope anatolica je endemit západní Anatolie v Turecku, Malope rhodoleuca je endemit Maroka.

## Taxonomie
Rod Malope je v rámci čeledi slézovité řazen do podčeledi Malvoideae. Mezi blízce příbuzné rody náleží dle výsledků molekulárních studií rody Malva (sléz), Lavatera (slézovec) a monotypický rod Navaea.

## Zástupci
- slézovka trojklaná (Malope trifida)

## Význam
Slézovka trojklaná je pěstována jako atraktivně kvetoucí letnička. Existuje také bělokvětý kultivar 'Alba'.